# Liste ale orașelor din Statele Unite ale Americii
Următoarele articole conțin liste de orașe din Statele Unite ale Americii:
- Listă alfabetică a celor mai importante orașe
- Lista orașelor după populație
- Lista orașelor după suprafață
- Lista orașelor după altitudine
- Lista celor mai populate orașe, per deceniu
- Lista orașelor după densitatea populației
- Lista orașelor după populația vorbitoare de limba spaniolă
- Liste ale orașelor cu mari populații minoritare
- Lista celor mai frecvente toponime din Statele Unite ale Americii